# Linea Watarase Keikoku

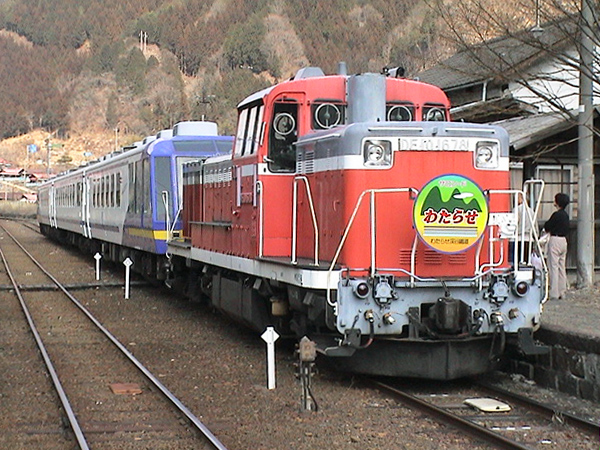
Treno Torokko trainato dalla locomotiva diesel WTK-551

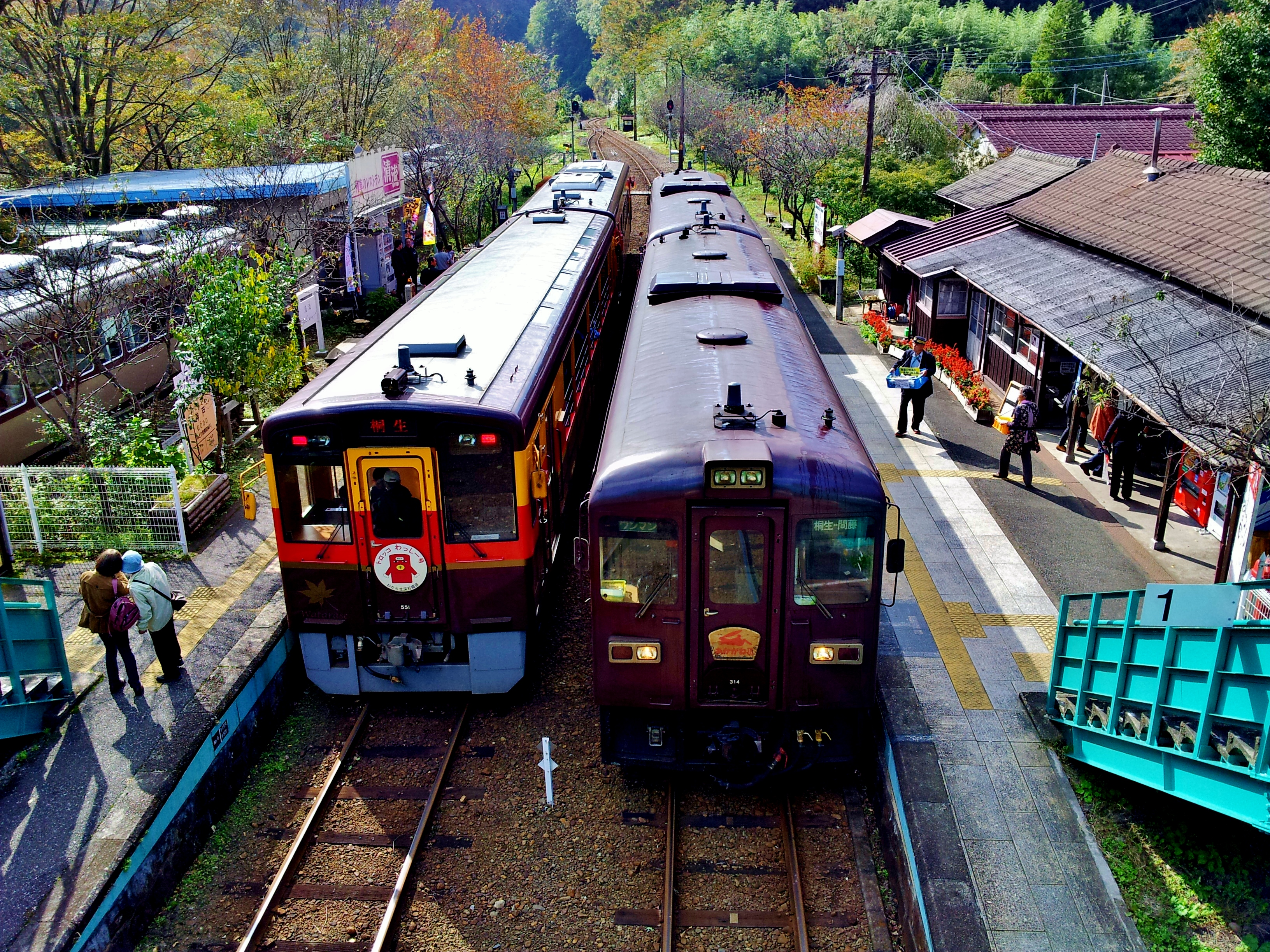
Treni in incrocio alla stazione di Gōdō

La  linea Watarase Keikoku (わたらせ渓谷線?, Watarase Keikoku-sen), gestita dalla società omonima, è una ferrovia regionale a scartamento ridotto e trazione termica che collega le stazioni di Kiryū, nella città omonima nella prefettura di Gunma e di Matō, a Nikkō, nella prefettura di Tochigi in Giappone. La società ha acquisito la linea dalla JR East nel 1989 e, come suggerito dal nome, segue il percorso del fiume Watarase lungo una profonda vallata. Dagli utilizzatori locali la linea è anche chiamata  Watakei (わた渓?) o  Watetsu (わ鐵?).

## Caratteristiche
- Distanza: 44,1 km
- Scartamento: 1.067 mm
- Numero di stazioni: 17
- Binari: tutta la linea è a binario semplice
- Elettrificazione: la linea è a trazione termica
- Segnalamento ferroviario:
  - Kiryū — Shimo-Shinden: automatico
  - Shimo-Shinden — Matō: automatico semplificato

## Servizi e stazioni

### Tipologie di servizi
Sulla linea corre mediamente un treno ogni ora, e ogni due ore durante le fasce di morbida. Oltre ai locali, fermanti in tutte le stazioni, sono presenti treni turistici Torokko che fermano solo alle principali stazioni, e richiamano molti turisti specialmente durante la stagione autunnale, per i variopinti colori del fogliame della vallata percorsa.

### Stazioni
- ●: il treno ferma; ｜: il treno passa
- I treni locali fermano in tutte le stazioni tranne che al PM di Shimo-Shinden.
- I treni Torokko Watarase Keikoku in alcuni periodi partono/arrivano alla stazione di Aioi
- Binari: ◇: possibile l'incrocio dei treni; ｜: incrocio non possibile
- Le uniche stazioni presenziate sono quelle di Kiryū, Aioi e Ōmama

| Stazione              | Giapponese | Dist. interst. | Dist. totale | Torokko Wasshii | Torokko Watarase Keikoku | Collegamenti                                       | Binari | Posizione | Posizione |
| --------------------- | ---------- | -------------- | ------------ | --------------- | ------------------------ | -------------------------------------------------- | ------ | --------- | --------- |
| Kiryū                 | 桐生       | -              | 0.0          | ●               |                          | Linea Ryōmō Linea Jōmō (presso Nishi-Kiryū)        | ｜     | Kiryū     | Gunma     |
| P.M. di Shimo-Shinden | 下新田信号 | -              | 1.7          | ｜              |                          |                                                    | ｜     | Kiryū     | Gunma     |
| Shimo-Shinden         | 下新田     | 1.9            | 1.9          | ｜              |                          |                                                    | ｜     | Kiryū     | Gunma     |
| Aioi                  | 相老駅     | 1.2            | 3.1          | ●               | ※                        | Linea Tōbu Kiryū                                   | ◇      | Kiryū     | Gunma     |
| Undō-Kōen             | 運動公園   | 1.1            | 4.2          | ｜              | ｜                       | Linea Jōmō Kiryū Kyūjō-mae                         | ｜     | Kiryū     | Gunma     |
| Ōmama                 | 大間々     | 3.1            | 7.3          | ●               | ●                        | Linea Tōbu Kiryū (presso Akagi) Linea Jōmō (Akagi) | ◇      | Midori    | Gunma     |
| Kami-Kambai           | 上神梅     | 5.1            | 12.4         | ｜              | ｜                       |                                                    | ｜     | Midori    | Gunma     |
| Motojuku              | 本宿       | 1.4            | 13.8         | ｜              | ｜                       |                                                    | ｜     | Kiryū     | Gunma     |
| Mizunuma              | 水沼       | 3.1            | 16.9         | ●               | ●                        |                                                    | ◇      | Kiryū     | Gunma     |
| Hanawa                | 花輪       | 4.1            | 21.0         | ｜              | ｜                       |                                                    | ｜     | Midori    | Gunma     |
| Nakano                | 中野       | 1.0            | 22.0         | ｜              | ｜                       |                                                    | ｜     | Midori    | Gunma     |
| Konaka                | 小中       | 2.4            | 24.4         | ｜              | ｜                       |                                                    | ｜     | Midori    | Gunma     |
| Gōdō                  | 神戸       | 2.0            | 26.4         | ●               | ●                        |                                                    | ◇      | Midori    | Gunma     |
| Sōri                  | 沢入       | 7.0            | 33.4         | ●               | ●                        |                                                    | ◇      | Midori    | Gunma     |
| Haramukō              | 原向       | 5.3            | 38.7         | ｜              | ｜                       |                                                    | ｜     | Nikkō     | Tochigi   |
| Tsūdō                 | 通洞       | 3.2            | 41.9         | ●               | ●                        |                                                    | ｜     | Nikkō     | Tochigi   |
| Ashio                 | 足尾       | 0.9            | 42.8         | ●               | ●                        |                                                    | ◇      | Nikkō     | Tochigi   |
| Matō                  | 間藤       | 1.3            | 44.1         | ●               |                          |                                                    | ｜     | Nikkō     | Tochigi   |